# Rubenspaleis
Het Rubenspaleis gelegen in de Antwerpse Carnotstraat was vanaf 1922 een feest- en danszaal met spectaculaire verlichting en een orgel van de Parijse firma Godin.

## Geschiedenis

### Rubenspaleis
In opdracht van de Naamlooze Bouw- Crediet- en Spaarmaatschappij "Voorspoed", maakt architect François Dens in 1921 de plannen voor project Olympia in de Antwerpse Carnotstraat. Het project beschikte voor de bouw over de percelen op de huisnummers 13 tot en met 17.
De zaal opende op 14 januari 1922 onder de definitieve benaming als het Rubens Paleis.
In de jaren 1930 werden er voornamelijk worstel- en bokswedstrijden, politieke meetings en revues georganiseerd. 

Bokswedstrijden 11 september 1928
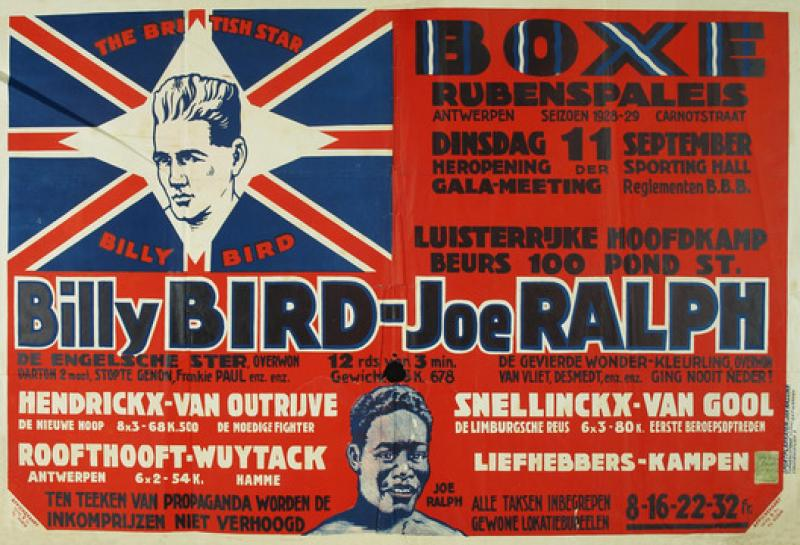
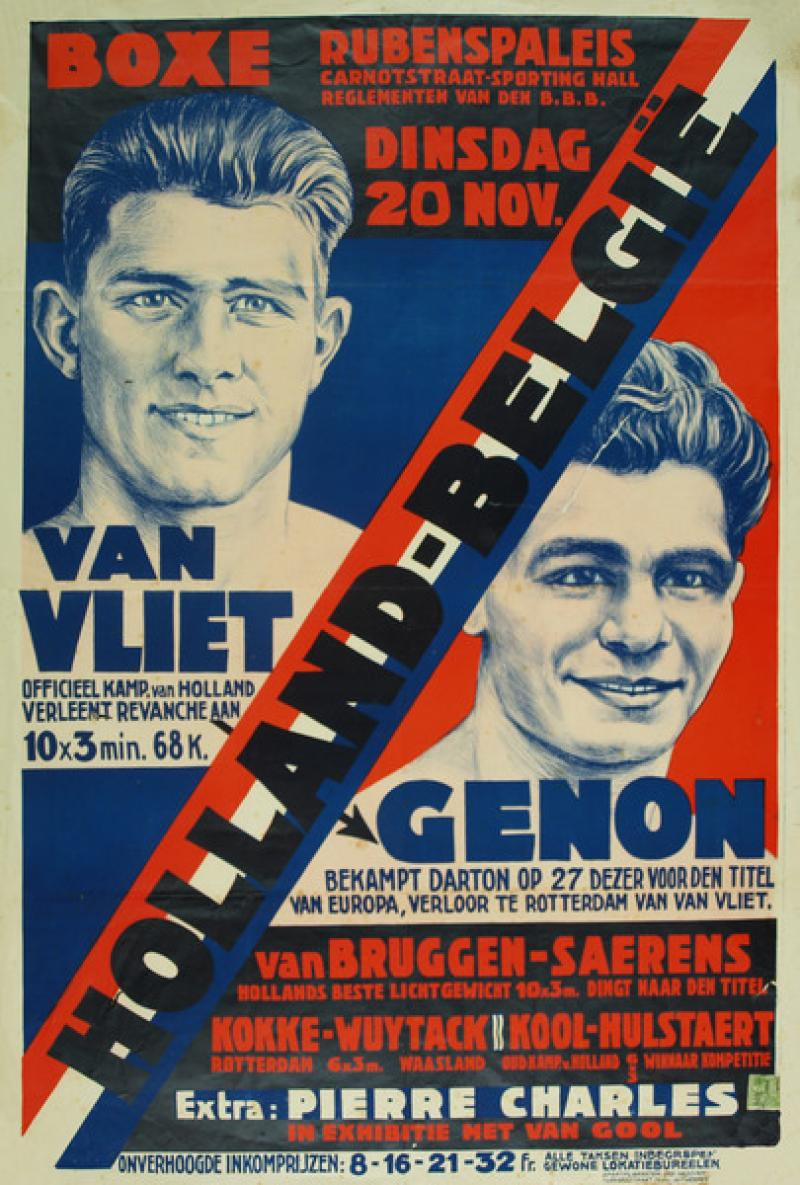

### Ciné Rubens
De zaal werd in 1952 verbouwd tot een bioscoop naar een ontwerp door de architect Rie Haan. 
Cinemiracle, een kopie van het Cinerama systeem,  werd geïnstalleerd voor de vertoning van de film Windjammer in 1958.
Kort daarna werd de zaal overgenomen door Georges Heylen.
Met 1070 zitplaatsen en naar verluidt het grootste scherm van België (23 meter breed) tevens geschikt voor 70mm projectie, legde Ciné Rubens zich toe op grote spektakulaire films als Cleopatra (1963), Tora! Tora! Tora! (1970) en Star Wars (1977). De zaal werd midden jaren '70 uitgerust voor Sensurround door extra subwoofers op de kleine balkons achteraan geplaatst, die ook voor extra trillingen zorgden bij bijvoorbeeld het opstijgen van vliegtuigen, ontploffingen of inslagen.
Voor de bezoekers was er een aparte ruime verbruikersruimte rechts van de zaal, die op het einde van de vertoning ook uitgang bood langs de Korte Winkelhaakstraat (pand op de nummers 23-25).
Ciné Rubens vertoonde zijn laatste film op 23/04/1993 nadat het complex in november 1992 openbaar was verkocht.
Kort daarna werd de zaal verhuurd voor gebruik door een tweedehandszaak in kleren.

### Kerk
Sinds 2000 is de zaal in gebruik als evangelische kerk onder de naam Universele Kerk van Gods Rijk.